# كارل فريدريش جوزيف فيتسل
كارل فريدريش جوزيف فيتسل (بالألمانية: Karl Friedrich Gottlob Wetzel)‏ (و. 1779 – 1819 م) هو شاعر، وصحفي، وكاتب ألماني، ولد في باوتسن، توفي في بامبرغ، عن عمر يناهز 40 عاماً.

## روابط خارجية
- كارل فريدريش جوزيف فيتسل على موقع ميوزك برينز (الإنجليزية)